# Zenkeria elegans
Zenkeria elegans là một loài thực vật có hoa trong họ Hòa thảo. Loài này được Trin. miêu tả khoa học đầu tiên năm 1837.